# Нетішинська гімназія "Ерудит"

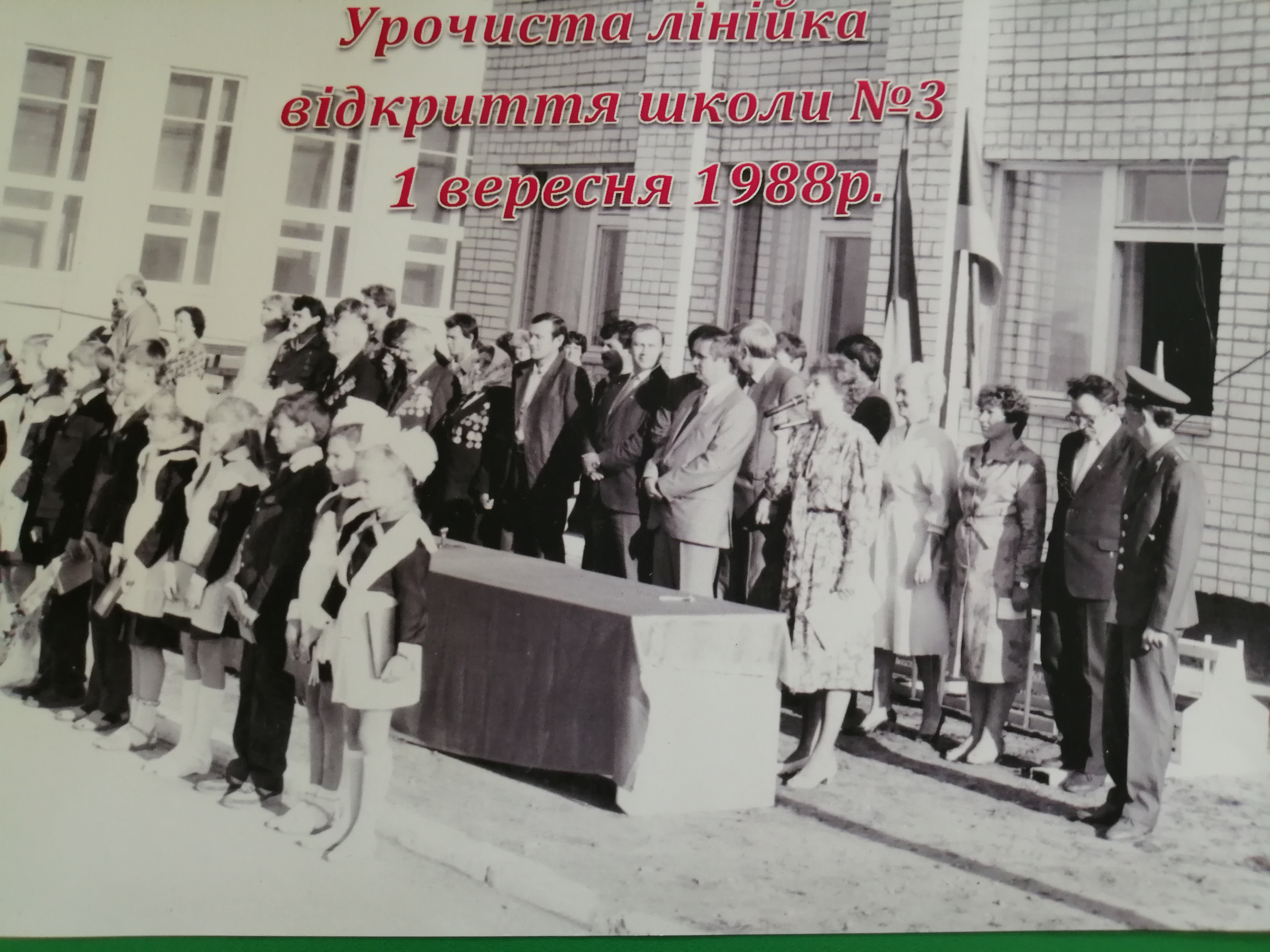
Урочиста лінійка з нагоди відкриття закладу, 1988 р.

Нетішинська гімназія «Ерудит» Нетішинської міської ради Шепетівського району Хмельницької області — освітній заклад, розташований за адресою: м. Нетішин, пров. Миру, 5, Шепетівського району, Хмельницької області. У ліцеї навчаються учні 1-9.

### Навчання в гімназії
Навчання в ліцеї здійснюється за п'ятиденним тижневим графіком, у дві зміни.
Початок першого уроку І зміни — о 8 годині, закінчення сьомого — о 15.45.
Початок першого уроку II зміни — о 14.00 годині, закінчення сьомого — о 19.25.

## Історія
Відповідно до рішення виконавчого комітету Славутської ради народних депутатів від 6 липня 1988 року за № 127 навчальний заклад отримав статус середньої загальноосвітньої школи I-III ступенів. Із дня державної реєстрації є юридичною особою. Засновник школи – міська рада, яка здійснює фінансування, матеріально-технічне забезпечення закладу.
1 вересня 1988 року школа №3 м. Нетішина відчинила двері для 1700 школярів. Першим директором школи була призначена Вишнякова Адель Миколаївна. 
Із 1 вересня 1992 року середню школу № 3 очолив Роюк Олександр Агейович. У цей час гуртується педагогічний колектив, міцніють традиції, школа стає лідером інтелектуальних змагань. На початок 1994-1995 року в школі навчалося 2500 учнів.
01.09.1996 року Нетішинська середня школа № 3 Хмельницької області перейменована в Середню загальноосвітню школу №3 I-III ступенів міста Нетішина Хмельницької області.
Із квітня 1995 року до вересня 2002 року директором навчального закладу  була Марія Адамівна Моцик. У цей період школа № 3 стала першою в рейтингу навчальних закладів міста, упевнено посіла лідерські позиції в міських етапах предметних олімпіад. Народилася традиція уславлення талановитих учнів та їх наставників «Маємо честь представити», ліричного прощання зі школою «Незабудка»; з’явилася  шкільна газета «Позиція».

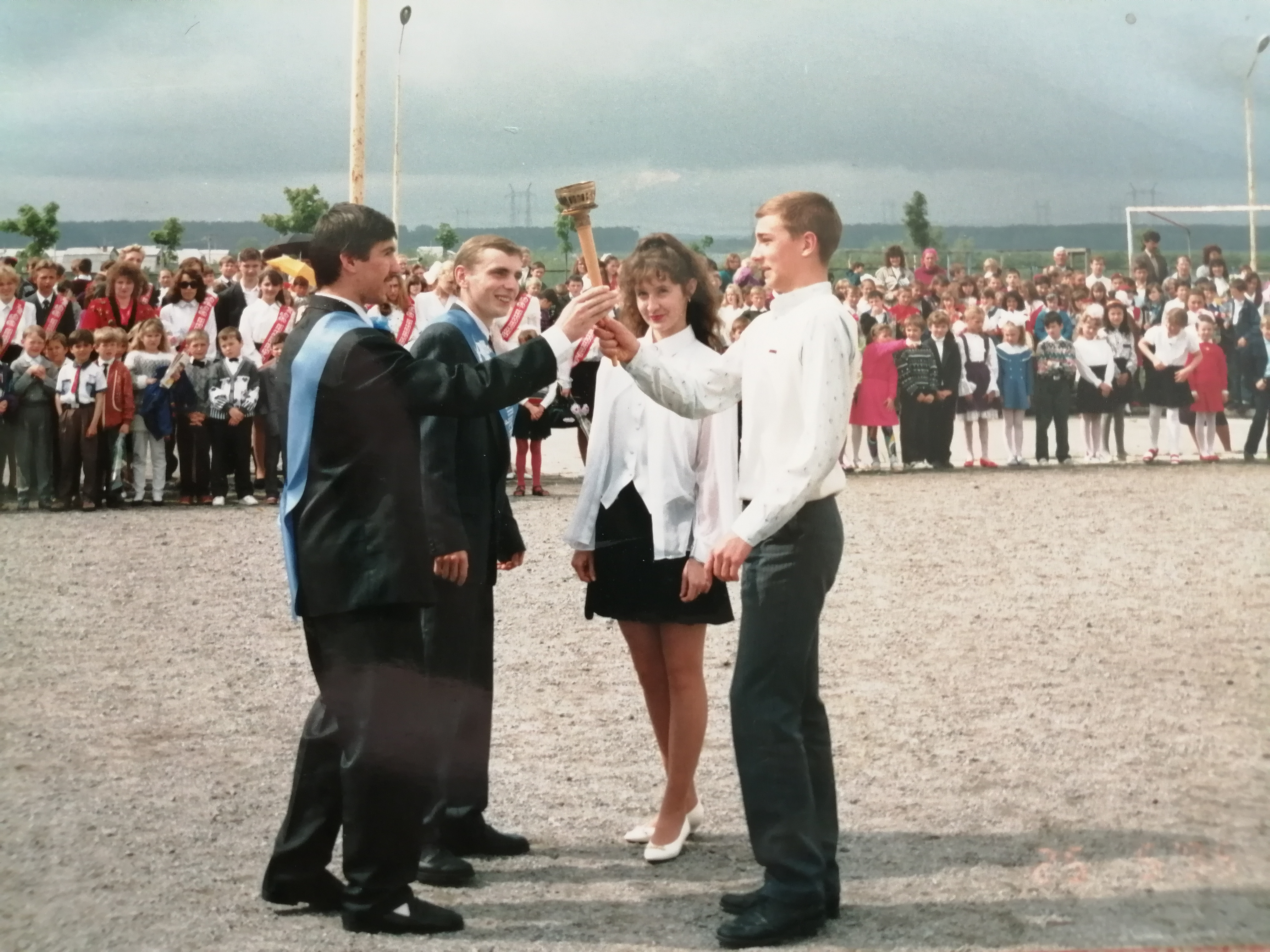
Народження традицій. Факел знань.

06.04.2001 року рішенням виконавчого комітету Нетішинської міської ради № 110 Середня загальноосвітня школа № 3 I-III ступенів міста Нетішина Хмельницької області отримала статус Навчально-виховного комплексу «Середня загальноосвітня школа І-ІІ ступенів та ліцей». Утворено бухгалтерію закладу.
1 вересня 2001 року відбулось урочисте відкриття Нетішинського навчально-виховного комплексу. Заклад розпочав роботу, спрямовану на інноваційну та  наукову діяльність.
Із 2001 року у школі працює учнівське наукове товариство «Ерудит», що покликане об’єднувати та розвивати школярів, які прагнуть до самовдосконалення. Протягом цих років було виховано близько 600 юних науковців, шукачів та досліджувачів. Серед випускників – кандидати та доктори наук у медичній та гуманітарних галузях, висококваліфіковані спеціалісти атомної енергетики, керівники державних та приватних структур. Стипендіатами Президента України ставали Роман Статкевич, Роман Суханевич, Сергій Яцук, Анна Карпова, Вадим Поліщук.
У 2002-2003 навчальному році школу очолювала Лиситчук Тетяна Степанівна, а з вересня 2003 року директором школи знову стає Олександр Роюк.
26.01.2004 року рішенням № 10 виконавчого комітету Нетішинської міської ради Навчально-виховний комплекс «Середня загальноосвітня школа І-ІІ ступенів та ліцей» перейменований у Нетішинський навчально-виховний комплекс «Загальноосвітня школа І-ІІ ступенів та ліцей» Нетішинської міської ради Хмельницької області.
У 2006 році Нетішинський НВК став лауреатом конкурсу «100 найкращих шкіл України» в номінації «Школа педагогічного пошуку».
У 2007 році схвалено діяльність Нетішинського НВК із апробації та реалізації моделей ОКН і визначено заклад опорною школою із запровадження технології осмислювально-концентрованого навчання в області.
Досягнення освітянського колективу Нетішинського НВК, що трансформує ідеї в конкретну практику, здійснює пошук оптимальних шляхів навчання та виховання, розробку власних наукових проєктів, були представлені в збірнику «Флагмани освіти Хмельниччини» (2009 р.), який презентує роботу кращих педагогічних колективів області.
У 2010-2011 році регіональна експертна комісія управління освіти і науки Хмельницької обласної державної адміністрації підтвердила рішення експертної комісії при відділі освіти виконавчого комітету Нетішинської міської ради про атестацію закладу. Нетішинський НВК «Загальноосвітня школа І-ІІ ст. та ліцей», що ствердився як один із кращих загальноосвітніх закладів в освітньому просторі Хмельниччини, атестований із відзнакою.
У 2013 році Нетішинський НВК визнано кращим закладом в області (ІІ місце) за результатами участі учнів в обласних та всеукраїнських олімпіадах.
Із 28.10. 2021 року директоркою закладу є Конончук Надія Володимирівна.
24.06.2022 року рішенням двадцять четвертої сесії Нетішинської міської ради VIII скликання №24/1471 Нетішинський навчально-виховний комплекс «Загальноосвітня школа І-ІІ ступенів та ліцей» Нетішинської міської ради Хмельницької області перепрофільовано (змінено тип) та перейменовано в Нетішинський ліцей № 3 Нетішинської міської ради Шепетівського району Хмельницької області.
Рішенням тридцять восьмої сесії Нетішинськоі міської ради 8 скликання №38/1865 від 14.07.2023 року Нетішинський ліцей №3 Нетішинськоі міської ради Шепетівського району Хмельницької області перепрофільовано (змінено тип) та перейменовано в и    Нетішинську гімназію "Ерудит" Нетішинськоі міської ради Шепетівського району Хмельницької області.

## Школа сьогодні
«Якщо не зараз, то коли…» – стало гаслом Нетішинської гімназії "Ерудит". Увесь колектив на чолі із директоркою Надією Конончук працює на імідж закладу – школи інноваційної, науково-дослідницької, проактивної, школи розвитку та успіху. 

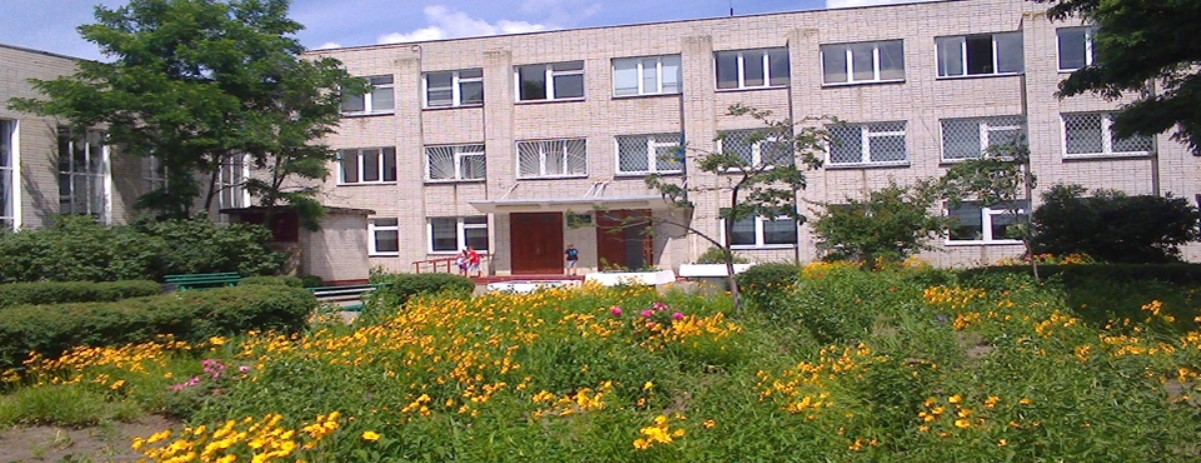
Нетішинський ліцей №3, 2022 р.

Із 2022 року гімназія має корпоративну комунікаційну освітню платформу «G Suite For Education» (нова назва “Google Workspace”) для забезпечення якісного освітнього процесу з використанням технологій дистанційної освіти.
Заклад має наукове спрямування, постійно лідирує в місті як школа, що готує переможців міських, обласних та всеукраїнських олімпіад, конкурсів, МАН. Здобувачі освіти та їх наставники беруть участь в олімпіадах, турнірах, Всеукраїнських та Міжнародних конкурсах, екологічних, спортивних, патріотичних змаганнях,  працюють у галузі наукових досліджень та винахідництва, як-от: Міжнародний конкурс International Science and Engineering Fair, Всеукраїнський конкурс ІНТЕЛ-ЕКО, ІНТЕЛ-ТЕХНО,  Міжнародна олімпіада Геніїв екологічного спрямування Genius Olympiad, Всеукраїнський конкурс учнівської творчості, інтернет-олімпіада з математики, Всеукраїнський турнір з медіаграмотності, Всеукраїнський конкурс з інфомедійної грамотності, Всеукраїнський проєкт зі створення найбільшого електронного словника українським мовно-інформаційним фондом Національної академії наук України, проєкт Малої академії – «Агенти змін», «Юніор-дослідник», Всеукраїнський відкритий марафон з української мови, інтернет-олімпіада «Всеосвіта», Всеукраїнська інтернет-олімпіада «Крок до знань», конкурс-захист учнів – членів МАН України, Всеукраїнська дитячо-юнацька патріотична гра «Джура», Всесвітній день руху заради здоров’я. 

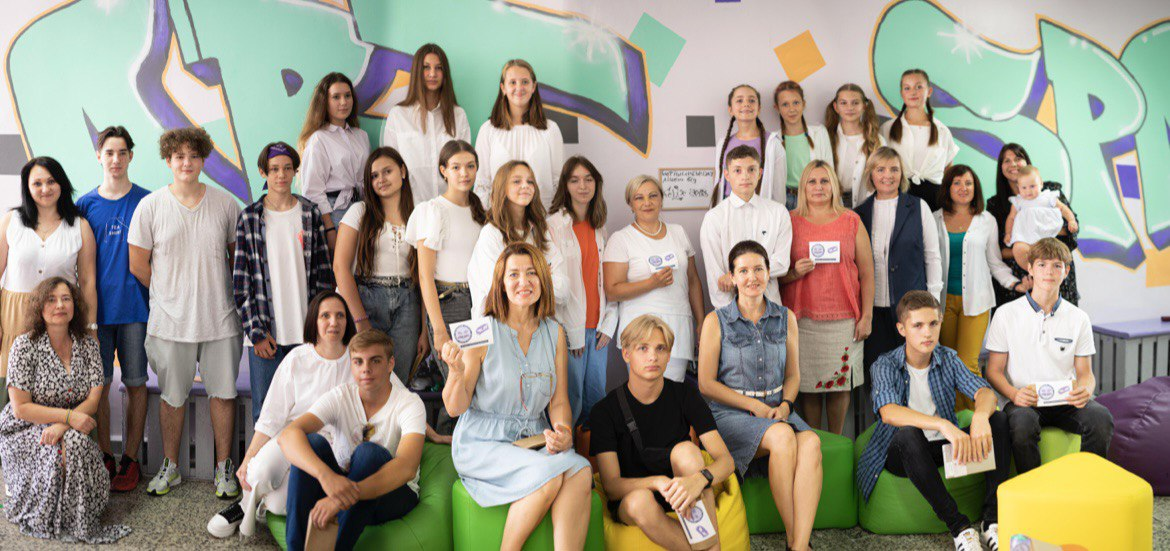
Творимо майбутнє разом!

У 2023 році учениці закладу стали учасниками української делегації на Міжнародній олімпіаді Геніїв, що представили Україну в  Рочестерському технологічному інституті, штат Нью-Йорк: срібний призер Іванна Радиця (учителька Надія Конончук), бронзові призери Єлизавета Бредіхіна, Каріна Галах (учителька Світлана Фабрицька).
Із 2022 року в школі діє медіакоманда «Вільні творити майбутнє», а з вересня 2022 року медіакоманда розпочала щотижневий випуск дайджесту подій «Новини вільних» (куратор Ірина Ковалінська), який популяризує діяльність закладу в мережі Facebook та Instagram.
Нетішинська гімназія "Ерудит" активно впроваджує проєктну діяльність. Участь у локальних, Всеукраїнських та Міжнародних проєктах: «Учитель НУШ – учителю основної школи», «Нація, яка читає, – непереможна», «STEAM-школа», Всеукраїнський освітній проєкт «Світ чекає крилатих», «Вивчай та розрізняй: інфомедійна грамотність», Усесвітній день Гідності, «Соціальні та емоційні навички XXI ст. Liones Quest», «Академічна доброчесність у дії», «Школа вільна від насильства». У 2023-2024 роках гімназія долучилася до проєктів «Попередження гендерно зумовленого насильства, торгівлі людьми та порушення прав дитини» за підтримки донорської організації «Хліб для світу», «Як ти? Уроки психології для школярів», «Шукаймо добро – садімо квіти», «Безпечні школи та цифрові освітні центри Західної України», «HEART: Зцілення і навчання через мистецтво», «Пишемо есе», Всеукраїнський челендж «Велосипедний травень», «Збережи свою ідентичність». 
Гімназія є активним учасником EdCamp Ukraine — спільноти українських освітян, яка створена й діє за принципами всесвітнього руху EdCamp. У жовтні 2020 року за ініціативи тоді ще заступниці директора Надії Конончук на базі Нетішинського ліцею в онлайн-форматі було проведено афілійовану (не)конференцію EdCamp Netishyn «Учнівство й вчительство: як і чому навчати й навчатися». У березні 2023 року Нетішинський ліцей № 3 організував і провів Магістральну (не)конференцію міні-EdCamp Netishyn «Відвага й відповідальність у вільному українському просторі: тримаймо стрій, колеги!»
У 2024 році на базі Нетішинської гімназії «Ерудит» проведено Всеукраїнський фестиваль «ОЗОН: особистісно зорієнтоване навчання».
З метою розширення освіти і залучення дотаційних ресурсів, міжнародного партнерства, програм неформальної освіти із жовтня 2021 року школа стала учасником Міжнародної програми PALS 2030.
Свою місію та місію навчального закладу директорка Надія Конончук на сьогоднішній день окреслює так: «Створити освітній простір, де в кожного буде відчуття мети».

## Педагогічний колектив
Навчання в гімназії здійснюється колективом, який  складається з 94 учителів, у т. ч. з повною вищою освітою – 91, учителів-методистів – 9, педагогів-організаторів-методистів – 1, старших учителів – 24, спеціалістів – 5. Педагогів, які мають кваліфікаційну категорію «спеціаліст II категорії», – 10; педагогів, які мають кваліфікаційну категорію «спеціаліст І категорії», – 15; педагогів, які мають кваліфікаційну категорію «спеціаліст вищої категорії», – 53. Нагороджені нагрудним знаком МОН України «Відмінник освіти України» – 3 педагоги. Заслужений працівник освіти України – 1 педагог.
У 2013 році лауреатом Хмельницької обласної премії ім. Миколи Дарманського в галузі освіти та науки стала Алла Клочко, учитель історії, переможець обласного конкурсу «Класний керівник 2013 року». Переможцями та призерами обласного конкурсу «Учитель року» упродовж 2015-2023 років стають Ірина Шевчук, учитель хімії, Наталія Штогун, учитель зарубіжної літератури, Тамара Скрипнюк, учитель французької мови, Ірина Шостак, учитель хімії, Артем Онойко, учитель інформатики, Зоряна Кирилюк, учитель основ здоров’я.
Школа пишається своїми учителями-наставниками, учителями-новаторами, серед них яскраво вирізняються Юрій Юр’єв, учитель фізики, який неодноразово підготував переможців обласних, всеукраїнських та міжнародних конкурсів та олімпіад з фізики, науково-технічної творчості; Ірина Шостак, учителька хімії та екології, щорічно результативно працює із юними обдарованнями школи – переможцями обласних олімпіад із хімії та екології, загальнонаціональних етапів конкурсу-захисту МАН, ІНТЕЛ-ЕКО; Ірина Ковалінська, Світлана Фабрицька, учительки української мови та літератури, які впродовж багатьох років є стипендіатами виконавчого комітету Нетішинської міської ради як педагоги-наставники учнівських наукових проєктів, творчих робіт. Плідно працюють молоді вчителі, зокрема Валентини Семенюк, Наталя Шевчук, Іван Ковальчук, Олена Ковальчук, учні яких стали переможцями та призерами різноманітних Всеукраїнських конкурсів та олімпіад на найвищому рівні. 

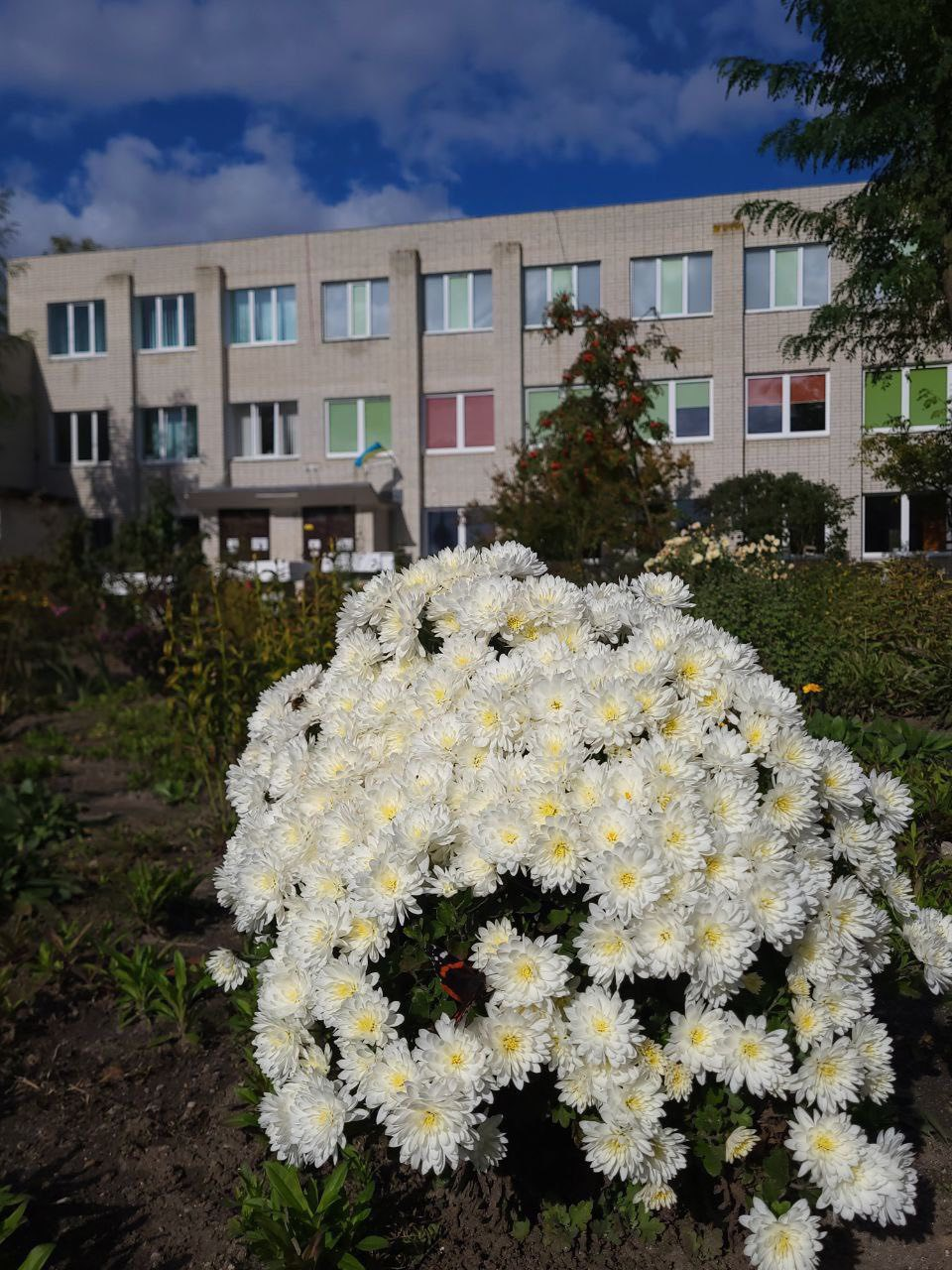
Краса навколо нас!

## Суспільна діяльність
Волонтерство як форма реалізації Концепції національно-патріотичного виховання, засіб формування патріотичних якостей особистості – важлива складова шкільного життя й ключовий аспект партнерської взаємодії з громадськими інституціями в межах закладу, міста, регіону.
Починаючи з 2014 року, шкільна громада бере участь в акціях на підтримку воїнів нашої країни. А з початком повномасштабного вторгнення така допомога стала одним із важливих напрямків роботи. Виготовлення окопних свічок, плетіння маскувальної сітки, проведення благодійних ярмарків, марафонів, тимбілдінгів з метою зібрання донатів, заготівля овочів, солінь та меду – лише частина з того, що роблять працівники закладу та школярі за підтримки батьків як з власної ініціативи, так і в партнерстві з громадськими організаціями «Штаб допомоги для ЗСУ м. Нетішин», «Жіночий батальйон» та ін.
З 2019 року команда школи долучається до проведення уроків доброти, Марафону добрих справ, Всесвітнього дня гідності, ініційованих громадськими організаціями EdCamp Ukraine та #ЩедрийВівторок. Лідерка учнівського самоврядування Юлія Козак за підсумками 2022 року стала сертифікованою учасницею Всеукраїнської школи з громадянської та волонтерської участі й патріотичного виховання «Агенти змін». Картина восьмикласниці Діани Гуменюк за ініціативи авторки була виставлена на аукціоні «Картина для галереї – кошти для ЗСУ». Шкільна громада долучається або стає ініціаторами відеочеленджів «Привітай захисника», «Дякуємо, що живі», реалізації локальних проєктів «Нація, що читає, – непереможна!», «Допомагаємо – перемагаємо!»
У закладі активно проходять благодійні акції «Зігрій теплом свого серця», «Українському воїну – українську книгу», «Щедра лапа», «Нагодуй птахів, що зимують», «Кава для ЗСУ», «Зможемо – переможемо», «Творімо добро разом», «Оберіг для воїна ЗСУ», «Розмалюємо світ разом», «Збережи книгу», влаштовуються благодійні ярмарки, аукціони, кошти з яких передаються у волонтерські організації або використовуються адресно.

## Покликання
- Сайт Нетішинської гімназії "Ерудит"  http://net-sch3.km.ua/
- Facebook https://www.facebook.com/groups/756655691472722
- Instagram https://instagram.com/netishynliceym3